# Aske Hall

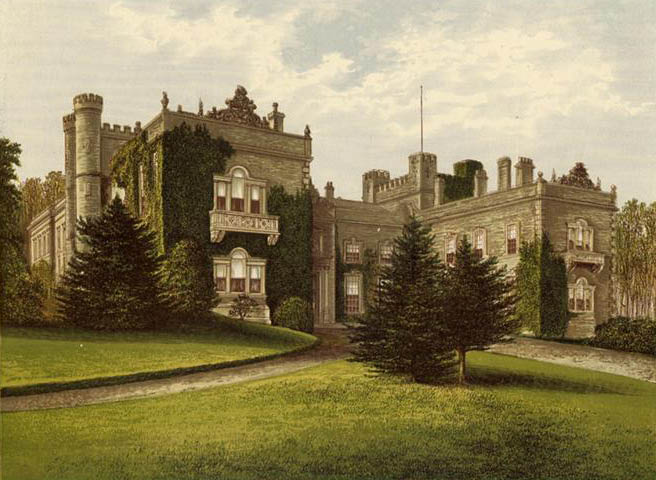
Aske Hall nel 1880.

Aske Hall è una residenza di campagna in stile georgiano, con parco, attribuito a Lancelot Brown, situata a 1,5 miglia (2,4 km) a nord di Richmond, nel nord del Yorkshire, in Inghilterra. Esso contiene una notevole collezione di mobili, dipinti e porcellane del XVIII secolo, e in un terreno di John Carr, vi si trova una cappella in epoca vittoriana con arredamento in stile italiano, un giardino recintato in stile gotico costruito da Daniel Garrett intorno al 1745. La tenuta è, attualmente, di proprietà del marchese di Zetland.

## Storia
È un luogo di una certa antichità e lungo della residenza dei marchesi di Zetland, ma in un primo momento consisteva semplicemente di una torre quadrata circondata da campi nudi e paludosi. In questo stato è rimasto fino a quando non è stato acquistato, nel 1727, da Sir Conyers Darcy, che hanno iniziato i miglioramenti che la resero uno dei posti più belli del Yorkshire. Vi è una prospettiva sulla campagna circostante dalla cima del Tempio, che è costruito sul modello esatto di un tempio indù. Su Pilmore Hill (tra Aske e Richmond) vi è una torre che porta il nome di Olliver Ducat, che si dice essere una controparte perfetta di una Indian Hill-Fort.
La sua storia è stata ben documentata, in particolare in Richmond Architecture e in un articolo in due parti di Giles Worsley pubblicato sul Country Life, nel marzo 1990.
È aperto al pubblico (solo per visite guidate) su un numero molto limitato di giorni all'anno.